# Melanitis levuna
Melanitis levuna är en fjärilsart som beskrevs av Hans Fruhstorfer 1908. Melanitis levuna ingår i släktet Melanitis och familjen praktfjärilar. Inga underarter finns listade i Catalogue of Life.